# Biltsche-Solote
Biltsche-Solote (ukrainisch Більче-Золоте; russisch Бильче-Золотое Biltsche-Solotoje, polnisch Bilcze Złote) ist ein Dorf in der Oblast Ternopil im Westen der Ukraine.

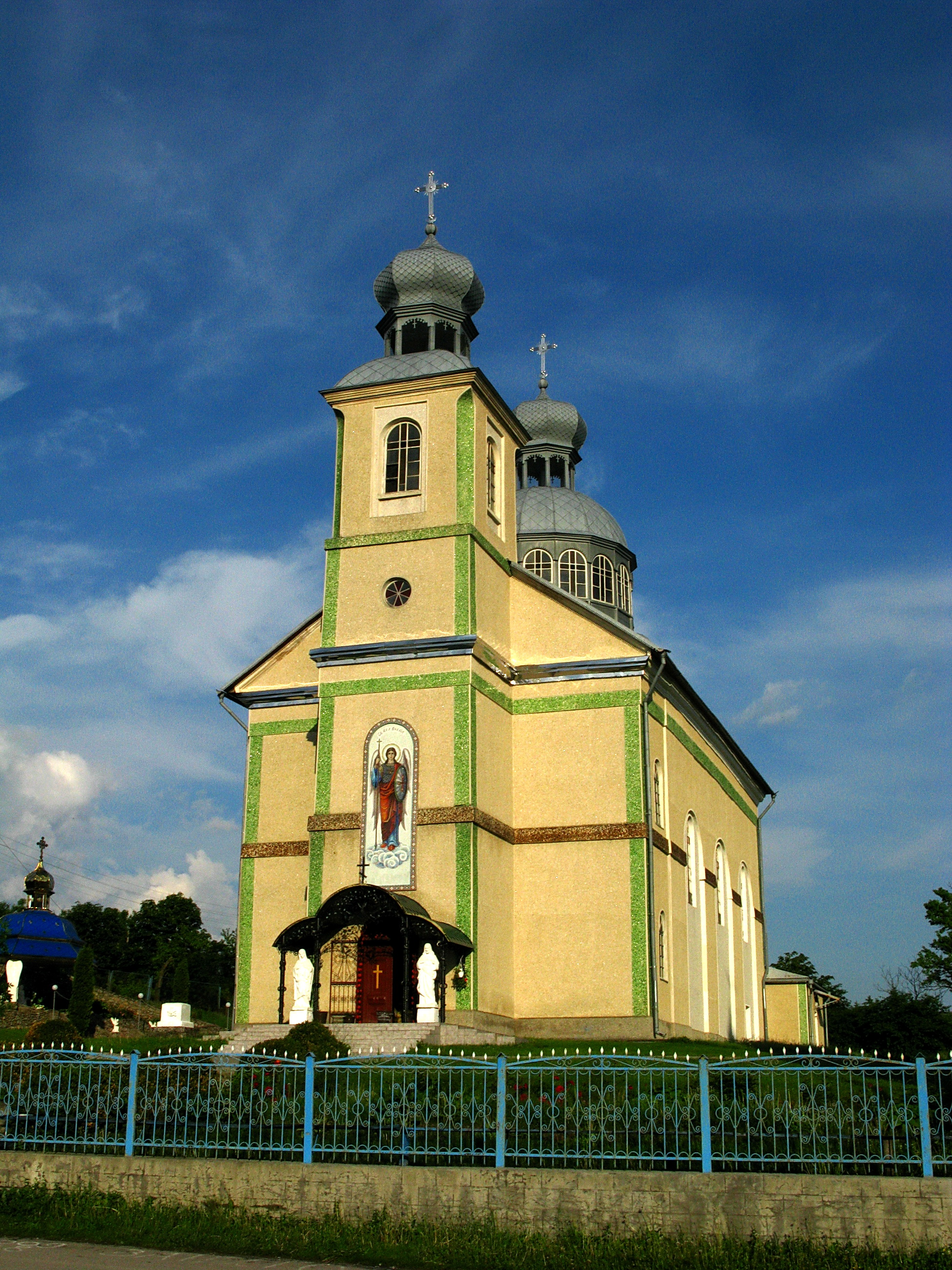
Kirche im Ort

Der Ort liegt etwa 88 Kilometer südlich der Oblasthauptstadt Ternopil und 12 Kilometer südwestlich der ehemaligen Rajonshauptstadt Borschtschiw am Fluss Seret.
Der Ort wurde 1482 zum ersten Mal schriftlich erwähnt, lag zunächst in der Adelsrepublik Polen-Litauen, Woiwodschaft Podolien und kam 1772 als Bilcze zum damaligen österreichischen Kronland Galizien. Zwischen 1810 und 1815 war er kurzzeitig innerhalb des Tarnopoler Kreises ein Teil des Russischen Kaiserreiches, in den 1890er Jahren wurde dem Ort zur Unterscheidung von weiteren Dörfern gleichen Namens in Galizien der Namenszusatz Złote vergeben.
Nach dem Ende des Ersten Weltkrieges kam der Ort zur Polnischen Republik (in die Woiwodschaft Tarnopol, Powiat Borszczów), wurde im Zweiten Weltkrieg 1939 bis 1941 von der Sowjetunion und dann bis 1944 von Deutschland besetzt und hier in den Distrikt Galizien eingegliedert.
Nach dem Ende des Krieges wurde der Ort der Sowjetunion zugeschlagen, dort kam das Dorf zur Ukrainischen SSR und ist seit 1991 ein Teil der heutigen Ukraine.

## Verwaltungsgliederung
Am 12. September 2016 wurde das Dorf zum Zentrum der neugegründeten Landgemeinde Biltsche-Solote (Більче-Золотецька сільська громада Biltsche-Solotezka silska hromada). Zu dieser zählten noch die 5 Dörfer Jurjampil, Monastyrok, Muschkariw, Oleksynzi und Scherscheniwka, bis dahin bildete es zusammen mit den Dörfern Jurjampil, Monastyrok und Monastyrok die Landratsgemeinde Biltsche-Solote (Більче-Золотецька сільська рада/Biltsche-Solotezka silska rada) im Südwesten des Rajons Borschtschiw.
Am 12. Juni 2020 kam noch das Dorf Myschkiw aus dem Rajon Salischtschyky zum Gemeindegebiet.
Seit dem 17. Juli 2020 ist sie ein Teil des Rajons Tschortkiw.
Folgende Orte sind neben dem Hauptort Biltsche-Solote Teil der Gemeinde:
| Name                     | Name       | Name                        | Name          | Name |
| ukrainisch transkribiert | ukrainisch | russisch                    | polnisch      |      |
| ------------------------ | ---------- | --------------------------- | ------------- | ---- |
| Jurjampil                | Юр'ямпіль  | Юрьямполь (Jurjampol)       | Jurjampol     |      |
| Monastyrok               | Монастирок | Монастырок                  | Monastyrek    |      |
| Muschkariw               | Мушкарів   | Мушкаров (Muschkarow)       | Muszkarów     |      |
| Myschkiw                 | Мишків     | Мышков (Myschkow)           | Myszków       |      |
| Oleksynzi                | Олексинці  | Алексинцы (Aleksinzy)       | Oleksińce     |      |
| Scherscheniwka           | Шершенівка | Шершеневка (Scherschenewka) | Szerszeniowce |      |

## Söhne und Töchter der Ortschaft
- Iwan Werchratskyj (1846–1919), Philologe, Schriftsteller und Naturforscher